# Núcleo cometário

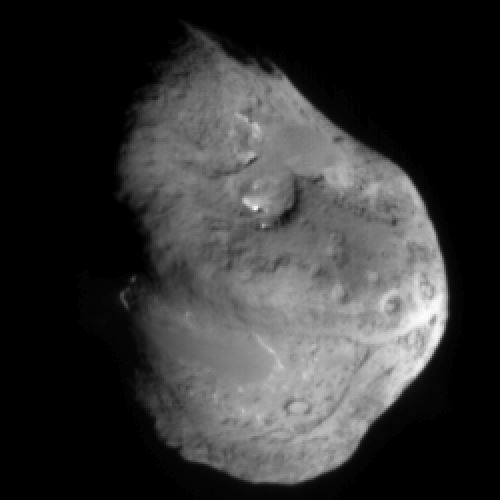
Núcleo do Cometa Tempel 1.

O núcleo é a parte central e sólida de um cometa, popularmente chamado de bola de gelo sujo. Um núcleo cometário é composto de rochas, poeira, e gases congelados. Quando aquecido pelo sol, os gases sublimam e produzem uma atmosfera cercando o núcleo conhecida como coma. A força exercida na coma pela pressão de radiação do Sol e do vento solar causam a formação de uma enorme cauda, que aponta para a direção oposta ao Sol. Um núcleo cometário típico possui um albedo de 0,04.

## Divisão
O núcleo de alguns cometas pode ser frágil, uma conclusão apoiada pela observação de cometas que se partiram. Entre os cometas que se dividiram incluem-se o 3D/Biela em 1846, o Cometa Shoemaker-Levy 9 em 1992, e o 73P/Schwassmann-Wachmann de 1995 a 2006. O historiador grego Ephorus relatou a divisão de um cometa no inverno de 372-373 AEC. Suspeita-se que os cometas dividem-se por cusa de stress térmico, pressão do gás interno, ou impacto.

## Tamanho
Acredita-se que a maioria dos núcleos cometários não tenham mais que 16 quilômetros de diâmetro (10 milhas). Mas já se conhece núcleos de cometas com mais de 40 km de diâmetro.
O núcleo em forma de batata do Cometa Halley(15×8×8 km) contém quantias iguais de gelo e poeira. Cerca de 80 por cento do gelo é de água, e monóxido de carbono congelado fazem outros 15 por cento. Muito do restante é dióxido de carbono, metano e amônia. Os cientistas acreditam que os outros cometas sejam quimicamente similares ao cometa Halley. O núcleo do cometa Halley é também extremamente escuro. Os cientistas acreditam que a superfície do cometa, e talvez da maioria dos outros cometas, seja coberta com uma crosta escura de poeira e rochas que cobre a maior parte do gelo. Estes cometas liberam gás somente quando os buracos nesta crosta giram em direção ao sol, expondo o geo interior à luz quente do Sol.
Durante uma passagem em 2001, a sonda Deep Space 1 observou o núcleo do cometa Borrelly e descobriu que ele tem cerca da metade do tamanho (8×4×4 km) do núcleo do cometa Halley. O núcleo do cometa Borrelly também tem a forma de batata e possui uma superfície negra. Como o cometa Halley, o cometa Borrelly somente libera gases de pequenas áreas onde buracos na crosta do cometa expõe o gelo à luz solar.
Estima-se que o núcleo do cometa Hale-Bopp tenha cerca de 30 a 40 quilômetros de diâmetro. O Hale-Bopp aparecia brilhante a olho nu por que seu núcleo grande perdia uma quantia muito grande de poeira e gás.
O núcleo do P/2007 R5 provavelmente tem apenas 100-200 metros de diâmetro.
O maior centauro (asteróides instáveis, que atravessam as órbitas do planetas, e são de gelo) tem o tamanho estimado entre 250 km a 300 km de diâmetro. Tres dos maiores deles incluem 10199 Cáriclo (258 km), 2060 Chiron (230 km), e o 1995 SN55 (~300 km), atualmente perdido.
Cometas conhecidos tem sua densidade média estimada em 0,6 g/cm³. Abaixo segue uma lista de cometas e os valores estimados para tamanho, densidade e massa.
| Nome          | Dimensões km | Densidade g/cm³ | Massa kg |
| ------------- | ------------ | --------------- | -------- |
| Cometa Halley | 15×8×8       | 0.6             | 3×1014   |
| Tempel 1      | 7.6×4.9      | 0.62            | 7.9×1013 |
| 19P/Borrelly  | 8×4×4        | 0.3             | 2×1013   |
| 81P/Wild      | 5.5×4.0×3.3  | 0.6             | 2.3×1013 |

## Albedo
Os cometas são geralmente descritos como sendo "bolas de gelo sujas", mas as observações recentes revelaram superfícies secas ou rochosas, sugerindo que os gelos estão ocultos abaixo de uma crosta. Tem-se sugerido que os cometas deveriam ser chamados de "bolas sujas geladas". Os núcleos cometários estão entre os objetos mais escuros que existem no sistema solar. A Sonda Giotto descobriu que o núcleo do Cometa Halley reflete aproximadamente 4% da luz que recebe e a sonda Deep Space 1 descobriu que a superfície do Cometa Borrelly reflete somente 2,4% a 3% da luz incidente sobre o mesmo; em comparação, o asfalto reflete 7% da luz incidente. Acredita-se que que o material que escurece a superfície do cometa seja feito de compostos orgânicos complexos . O aquecimento solar retira os compostos voláteis deixando para trás compostos orgânicos de cadeia longa, mais pesaods, que tendem a ser bem escuro, como o piche ou óleo cru. E é a cor escura das superfícies cometárias que lhes permite absorver o calor necessário para que se formem os jatos de gás.
Acredita-se que cerca de seis por cento dos asteróides próximos da Terra sejam núcleos exintos de cometas (veja Cometas extintos) que não mais apresentam jatos de gás. Entre estes asteróides com albedo baixo estão 14827 Hypnos e 3552 Don Quixote.